# Because of You (Kelly Clarkson)
Because of You is een single van Kelly Clarkson, de winnares van de eerste editie van American Idol. Het is de derde single afkomstig van haar tweede album Breakaway. Buiten Europa is het de vierde single afkomstig van dit album. Het nummer stond 16 weken in de Nederlandse Top 40, waarvan twee weken op nummer 1. Daarnaast stond het vanaf 2009 6 jaar in de Top 2000.

## Achtergrond
De tekst van het nummer werd door Clarkson zelf geschreven op zestienjarige leeftijd, om haar persoonlijke problemen te verwerken. Jaren later stapte ze op de schrijvers en producers David Hodges en Ben Moody af met de vraag of zij het nummer voor het album Breakaway zouden willen "oppoetsen". Later werd het uitgebracht als single en werd het een wereldwijde hit.
De videoclip werd geregisseerd door Vadim Perelman en was ook door Clarkson geschreven. Vanwege de persoonlijke aard van het nummer, haar vroegere thuissituatie met scheiding van ouders, vroeg ze toestemming aan ouders alvorens het te maken.

## Hitnotering
| "Because of You" in de Nederlandse Top 40 - Binnen: 31-12-2005 | "Because of You" in de Nederlandse Top 40 - Binnen: 31-12-2005 | "Because of You" in de Nederlandse Top 40 - Binnen: 31-12-2005 | "Because of You" in de Nederlandse Top 40 - Binnen: 31-12-2005 | "Because of You" in de Nederlandse Top 40 - Binnen: 31-12-2005 | "Because of You" in de Nederlandse Top 40 - Binnen: 31-12-2005 | "Because of You" in de Nederlandse Top 40 - Binnen: 31-12-2005 | "Because of You" in de Nederlandse Top 40 - Binnen: 31-12-2005 | "Because of You" in de Nederlandse Top 40 - Binnen: 31-12-2005 | "Because of You" in de Nederlandse Top 40 - Binnen: 31-12-2005 | "Because of You" in de Nederlandse Top 40 - Binnen: 31-12-2005 | "Because of You" in de Nederlandse Top 40 - Binnen: 31-12-2005 | "Because of You" in de Nederlandse Top 40 - Binnen: 31-12-2005 | "Because of You" in de Nederlandse Top 40 - Binnen: 31-12-2005 | "Because of You" in de Nederlandse Top 40 - Binnen: 31-12-2005 | "Because of You" in de Nederlandse Top 40 - Binnen: 31-12-2005 | "Because of You" in de Nederlandse Top 40 - Binnen: 31-12-2005 | "Because of You" in de Nederlandse Top 40 - Binnen: 31-12-2005 |
| Week                                                           | 1                                                              | 2                                                              | 3                                                              | 4                                                              | 5                                                              | 6                                                              | 7                                                              | 8                                                              | 9                                                              | 10                                                             | 11                                                             | 12                                                             | 13                                                             | 14                                                             | 15                                                             | 16                                                             |                                                                |
| -------------------------------------------------------------- | -------------------------------------------------------------- | -------------------------------------------------------------- | -------------------------------------------------------------- | -------------------------------------------------------------- | -------------------------------------------------------------- | -------------------------------------------------------------- | -------------------------------------------------------------- | -------------------------------------------------------------- | -------------------------------------------------------------- | -------------------------------------------------------------- | -------------------------------------------------------------- | -------------------------------------------------------------- | -------------------------------------------------------------- | -------------------------------------------------------------- | -------------------------------------------------------------- | -------------------------------------------------------------- | -------------------------------------------------------------- |
| Positie                                                        | 28                                                             | 20                                                             | 11                                                             | 3                                                              | 1                                                              | 1                                                              | 3                                                              | 3                                                              | 2                                                              | 4                                                              | 7                                                              | 14                                                             | 27                                                             | 27                                                             | 31                                                             | 31                                                             | uit                                                            |

| "Because of You" in de Nederlandse Single Top 100 - Binnen: 07-01-2006 | "Because of You" in de Nederlandse Single Top 100 - Binnen: 07-01-2006 | "Because of You" in de Nederlandse Single Top 100 - Binnen: 07-01-2006 | "Because of You" in de Nederlandse Single Top 100 - Binnen: 07-01-2006 | "Because of You" in de Nederlandse Single Top 100 - Binnen: 07-01-2006 | "Because of You" in de Nederlandse Single Top 100 - Binnen: 07-01-2006 | "Because of You" in de Nederlandse Single Top 100 - Binnen: 07-01-2006 | "Because of You" in de Nederlandse Single Top 100 - Binnen: 07-01-2006 | "Because of You" in de Nederlandse Single Top 100 - Binnen: 07-01-2006 | "Because of You" in de Nederlandse Single Top 100 - Binnen: 07-01-2006 | "Because of You" in de Nederlandse Single Top 100 - Binnen: 07-01-2006 | "Because of You" in de Nederlandse Single Top 100 - Binnen: 07-01-2006 | "Because of You" in de Nederlandse Single Top 100 - Binnen: 07-01-2006 | "Because of You" in de Nederlandse Single Top 100 - Binnen: 07-01-2006 | "Because of You" in de Nederlandse Single Top 100 - Binnen: 07-01-2006 | "Because of You" in de Nederlandse Single Top 100 - Binnen: 07-01-2006 | "Because of You" in de Nederlandse Single Top 100 - Binnen: 07-01-2006 | "Because of You" in de Nederlandse Single Top 100 - Binnen: 07-01-2006 |
| Week                                                                   | 1                                                                      | 2                                                                      | 3                                                                      | 4                                                                      | 5                                                                      | 6                                                                      | 7                                                                      | 8                                                                      | 9                                                                      | 10                                                                     | 11                                                                     | 12                                                                     | 13                                                                     | 14                                                                     | 15                                                                     | 16                                                                     |                                                                        |
| ---------------------------------------------------------------------- | ---------------------------------------------------------------------- | ---------------------------------------------------------------------- | ---------------------------------------------------------------------- | ---------------------------------------------------------------------- | ---------------------------------------------------------------------- | ---------------------------------------------------------------------- | ---------------------------------------------------------------------- | ---------------------------------------------------------------------- | ---------------------------------------------------------------------- | ---------------------------------------------------------------------- | ---------------------------------------------------------------------- | ---------------------------------------------------------------------- | ---------------------------------------------------------------------- | ---------------------------------------------------------------------- | ---------------------------------------------------------------------- | ---------------------------------------------------------------------- | ---------------------------------------------------------------------- |
| Positie                                                                | 70                                                                     | 4                                                                      | 2                                                                      | 1                                                                      | 3                                                                      | 6                                                                      | 6                                                                      | 9                                                                      | 11                                                                     | 15                                                                     | 32                                                                     | 39                                                                     | 53                                                                     | 70                                                                     | 71                                                                     | 76                                                                     | uit                                                                    |

| "Because of You" in de Vlaamse Ultratop 50 - Binnen: 04-02-2006 | "Because of You" in de Vlaamse Ultratop 50 - Binnen: 04-02-2006 | "Because of You" in de Vlaamse Ultratop 50 - Binnen: 04-02-2006 | "Because of You" in de Vlaamse Ultratop 50 - Binnen: 04-02-2006 | "Because of You" in de Vlaamse Ultratop 50 - Binnen: 04-02-2006 | "Because of You" in de Vlaamse Ultratop 50 - Binnen: 04-02-2006 | "Because of You" in de Vlaamse Ultratop 50 - Binnen: 04-02-2006 | "Because of You" in de Vlaamse Ultratop 50 - Binnen: 04-02-2006 | "Because of You" in de Vlaamse Ultratop 50 - Binnen: 04-02-2006 | "Because of You" in de Vlaamse Ultratop 50 - Binnen: 04-02-2006 | "Because of You" in de Vlaamse Ultratop 50 - Binnen: 04-02-2006 | "Because of You" in de Vlaamse Ultratop 50 - Binnen: 04-02-2006 | "Because of You" in de Vlaamse Ultratop 50 - Binnen: 04-02-2006 | "Because of You" in de Vlaamse Ultratop 50 - Binnen: 04-02-2006 | "Because of You" in de Vlaamse Ultratop 50 - Binnen: 04-02-2006 | "Because of You" in de Vlaamse Ultratop 50 - Binnen: 04-02-2006 | "Because of You" in de Vlaamse Ultratop 50 - Binnen: 04-02-2006 | "Because of You" in de Vlaamse Ultratop 50 - Binnen: 04-02-2006 | "Because of You" in de Vlaamse Ultratop 50 - Binnen: 04-02-2006 | "Because of You" in de Vlaamse Ultratop 50 - Binnen: 04-02-2006 | "Because of You" in de Vlaamse Ultratop 50 - Binnen: 04-02-2006 | "Because of You" in de Vlaamse Ultratop 50 - Binnen: 04-02-2006 | "Because of You" in de Vlaamse Ultratop 50 - Binnen: 04-02-2006 |
| Week                                                            | 1                                                               | 2                                                               | 3                                                               | 4                                                               | 5                                                               | 6                                                               | 7                                                               | 8                                                               | 9                                                               | 10                                                              | 11                                                              | 12                                                              | 13                                                              | 14                                                              | 15                                                              | 16                                                              | 17                                                              | 18                                                              | 19                                                              | 20                                                              | 21                                                              |                                                                 |
| --------------------------------------------------------------- | --------------------------------------------------------------- | --------------------------------------------------------------- | --------------------------------------------------------------- | --------------------------------------------------------------- | --------------------------------------------------------------- | --------------------------------------------------------------- | --------------------------------------------------------------- | --------------------------------------------------------------- | --------------------------------------------------------------- | --------------------------------------------------------------- | --------------------------------------------------------------- | --------------------------------------------------------------- | --------------------------------------------------------------- | --------------------------------------------------------------- | --------------------------------------------------------------- | --------------------------------------------------------------- | --------------------------------------------------------------- | --------------------------------------------------------------- | --------------------------------------------------------------- | --------------------------------------------------------------- | --------------------------------------------------------------- | --------------------------------------------------------------- |
| Positie                                                         | 46                                                              | 18                                                              | 11                                                              | 7                                                               | 9                                                               | 9                                                               | 7                                                               | 5                                                               | 6                                                               | 6                                                               | 9                                                               | 7                                                               | 12                                                              | 12                                                              | 13                                                              | 21                                                              | 25                                                              | 25                                                              | 26                                                              | 39                                                              | 47                                                              | uit                                                             |

### NPO Radio 2 Top 2000
| Nummer met noteringen in de NPO Radio 2 Top 2000 | '09  | '10  | '11  | '12  | '13  | '14  |
| ------------------------------------------------ | ---- | ---- | ---- | ---- | ---- | ---- |
| Because of You                                   | 1246 | 1331 | 1530 | 1387 | 1513 | 1871 |

1. ↑  Een vetgedrukt getal geeft de hoogste notering aan.
2. ↑  2009 was het eerste jaar met een notering voor dit nummer.
3. ↑  Deze tabel is bijgewerkt tot en met de laatste editie (2024).